# Ruth Fuchsová
Ruth Fuchsová, rozená Gammová (14. prosince 1946, Egeln, Sasko-Anhaltsko – 20. září 2023) byla východoněmecká atletka, dvojnásobná olympijská vítězka a dvojnásobná mistryně Evropy v hodu oštěpem.
Za svoji kariéru posunula celkově šestkrát hodnotu světového rekordu. Naposledy 29. dubna 1980 ve Splitu, kde poslala oštěp do vzdálenosti 69,96 metru. V témže roce obsadila na letních olympijských hrách v Moskvě ve finále 8. místo.